# ラジオたかおか

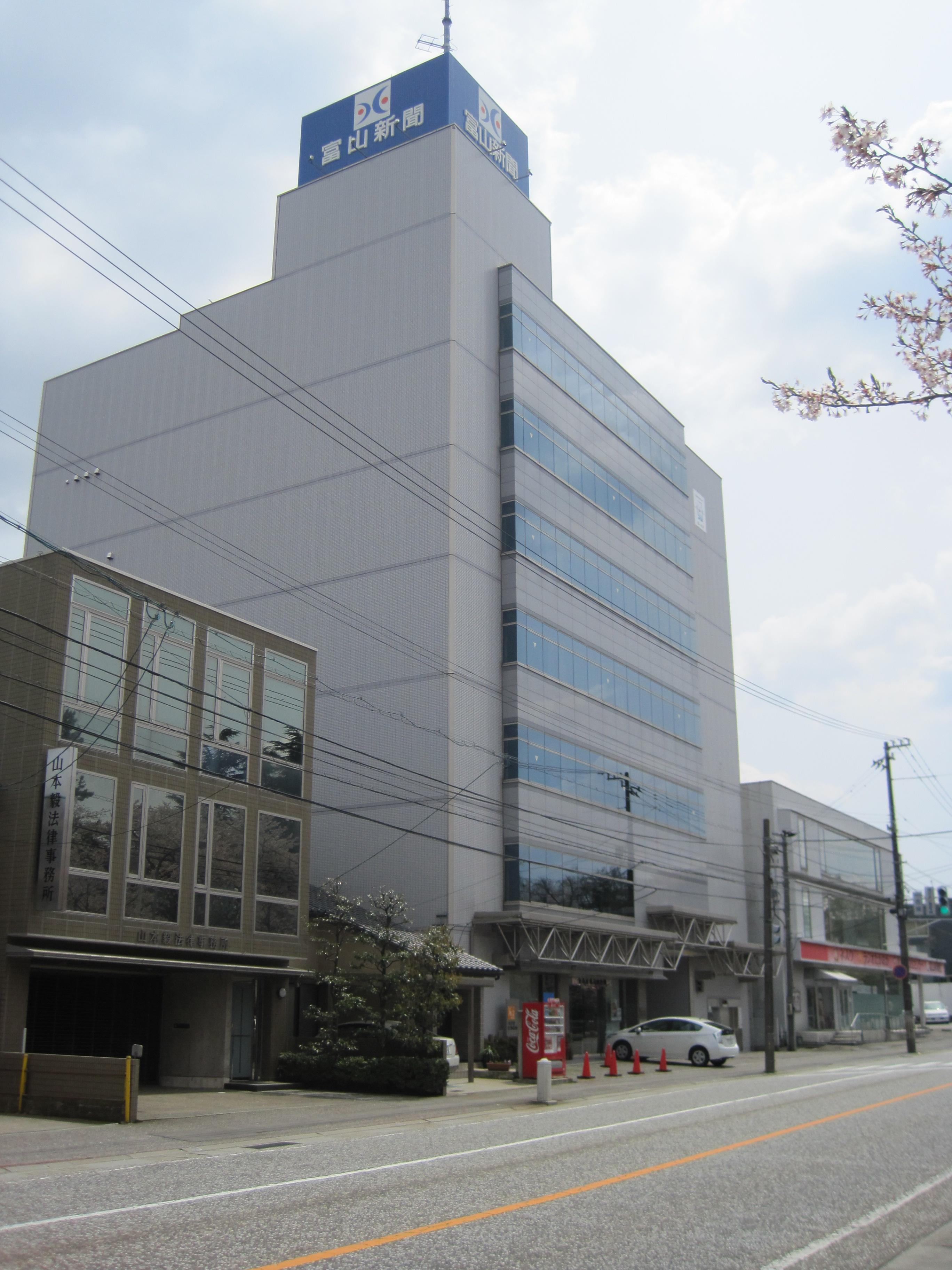
ラジオたかおかが入居していた旧富山新聞高岡会館

株式会社ラジオたかおかは、富山県高岡市などの富山県西部および富山市の一部地域を放送区域として超短波放送（FM放送）を行っている特定地上基幹放送事業者である。同一の名称（愛称）でコミュニティ放送を行っている。

## 概要
1996年（平成8年）12月1日に開局。富山県で最初のコミュニティ放送局で、北日本新聞系列で占められる県内のほとんどのコミュニティFM局・ケーブルテレビ局において、唯一の北國・富山新聞系列である。ただし、北日本新聞も少数株主として出資はしており、土日の夕方に北日本新聞のミニ番組がある（放送日のみ北日本新聞ラジオ番組面で解説欄だけにこの番組の案内という形で局名が周波数入りで載る）ほか、県内のコミュニティ放送局を結ぶ番組『コミュネットとやま』に北日本系の局とともに参加している（エフエムいみずを除く）。
自社制作番組以外の時間帯はミュージックバードの番組が放送される一方、県内のコミュニティFM局では唯一J-WAVEの再送信実績がない局である（現在、FMとなみもミュージックバード系列だが、かつてはJ-WAVEも再送信されていた）。
2022年（令和4年）9月1日、本社を置く富山新聞高岡会館の新会館開業に伴い、本社・スタジオを2階に開設している。

## 放送局概要
- 資本金：1億円
- 出資団体・法人：北國新聞社（27.0%、2020年11月1日時点[7]）、富山銀行、高岡信用金庫、高岡市、北陸コカ・コーラボトリングほか

放送形態
- 5時開始起点で、月曜日から土曜日は24時間放送。日曜日は25時（月曜日1時）で終了し、月曜日の5時までは放送休止となっている（但し、サイマルラジオでは休止せず、5時までインストゥルメンタルのフィラー音楽を配信している）。また、毎日19時以降（月曜日から金曜日の21時から24時までは除く）は、深夜帯も含めミュージックバードのコミュニティ放送向けの番組が編成されている。
- JCBAインターネットサイマルラジオでの配信は、他の北國新聞系姉妹局と異なり、配信制限を設けず全時間帯で配信。

## 主な番組

### 現在
2023年10月時点。現在の番組の詳細は、公式サイトのタイムテーブルを参照。
ネット番組
- 昼どきラジオ便（月曜日 - 木曜日 11:00 - 14:00）
  - ラジオかなざわ制作。ラジオななお（木曜除く）にも同時ネット。
- 夕やけラジオ（月曜日 - 木曜日 17:00 - 18:00）　
  - ラジオかなざわ制作。ラジオこまつ・ラジオななおにも同時ネット。
- 平こういちのゆるり休んでかれ♪（日曜日 18:30 - 19:00）
  - ラジオかなざわ・ラジオこまつ・ラジオななおにネット（同時ネット）。

単独放送
- 富山新聞ニュース（月曜日 - 木曜日 12:00ほか、土日祝日・年末年始は休止）
  - ラジオかなざわ制作の番組内では『北國新聞・富山新聞ニュース』として放送される。
- 幸福の秘密〔宗教番組〕（月曜日 9:00 - 9:15）
- おはよう高岡（月曜日 - 金曜日 8:00 - 9:00）　ー　（生放送）
- 高岡まるごと情報テラス（金曜日 11:00 - 14:00、祝日・年末年始は休止）[2]　ー （生放送）
- GOLDEN KAYO ENKA（月曜日 - 金曜日 17:00 - 18:00）
- 夜のENKA（月曜日 - 金曜日 22:00 - 24:00）
- 三輪一雄 歌の直行便（月曜日 18:00 - 19:00）
- 笑う門には福来る♪（火曜日 18:00 - 18:30）
- またまたえ～んかい（火曜日 18:30 - 19:00）
- 寄り道バンザイ（水曜日 18:00 - 18:30)
- ラジオ・コンチェルト（木曜日 18:00 - 18:30）
- 演歌でよいしょ!（木曜日 18:30 - 19:00）
- ラジQ（金曜日 18:00 - 18:30）
- コミュネットとやま（金曜日 18:40 - 18:50）[8]　ー （生放送）
- STD〜最近高岡どう?〜（金曜日 21:00 - 21:30）[9]
- SECM17（金曜日 21:30 - 22:00）
- アーユーハッピー?（日曜日 18:00 - 18:30）
- MUSIC PLASE（日曜日 19:00 - 20:00）

特別番組
- 富山民放ラジオ7局ネット 防災スペシャル（9月1日または9月2日以降の平日 9:00 - 11:00）[10][11]
  - ラジオたかおか・北日本放送（KNBラジオ）・富山エフエム放送（FMとやま）・富山シティエフエム（City-FM）・新川コミュニティ放送（ラジオ・ミュー）・エフエムとなみ・エフエムいみずの7局共同制作。JCBAインターネットサイマルラジオのほか、KNBラジオ・FMとやまを通じてradikoでも配信される。

### 過去
- 車吉章の万葉マルチラジオ
- たかおかはつらつスタジオ
- こみゅに亭762
- 情報交差点 マジラジ
- 相本芳彦のRadio-i
- サンデースクエア
- J-ZONE
- WEEKEND762
- だっせんありき
- かがやきラジオ
- 市長が聞きます 高岡未来展望[2]

## 主なパーソナリティ
現在
- 川村ゆかり（元ラジオ福島アナウンサー）[12][13]

過去
- 角田悠紀（高岡市長、放送時点）[2]
- 車吉章
- 中川加津代
- 左尾知美
- 土田由香里
- 鍛治絵里子
- 金岡航（ディレクター兼務）
- 桶谷綾友美